# チャールズ・ジョセフ・ボナパルト
チャールズ・ジョゼフ・ボナパルト（Charles Joseph Bonaparte, 1851年6月9日 - 1921年6月28日）は、アメリカ合衆国の政治家・弁護士。セオドア・ルーズベルト大統領の下で1905年から1906年まで第37代海軍長官を、1906年から1909年まで第46代司法長官を歴任した。ボナパルト一族であり、フランス皇帝ナポレオン1世を大伯父、ヴェストファーレン王イェローメを祖父に持つ。

## 生涯

### 生い立ちと家族
1851年6月9日、ジェローム・ナポレオン1世・ボナパルトとボルチモアの富裕な商人の娘スーザン・メイ・ウィリアムズの間の次男として、メリーランド州ボルチモアに生まれた。その姓が示す通り、生家は旧フランス帝室たるボナパルト家の一族だった。
父ジェローム・ナポレオン1世は、ナポレオン・ボナパルトの末弟ジェロームが、兄の許可を得ずに結婚したボルチモアの富豪の娘エリザベス・パターソンとの間に儲けた子であった。そのためチャールズには、ボナパルト一族としての帝位継承権はなかった。また、祖父ジェロームはヴュルテンベルク王女カタリーナとの再婚後の1816年に、義父・ヴュルテンベルク国王フリードリヒ1世によってモンフォール公の爵位を与えられていたが、これもチャールズには無縁であった。
ジェローム・ボナパルト以降の系図
|                                  |                                  |                                  |                                  |                                  |                                  |                        |                        |                           |                           |                           |                           |                                                    |                                                    |                                                    |                                                    |                                                    |                                                    |                                                   |                                                   |                                                                        |                                                                        |                                                                        |                                                                        |                                                                         |                                                                         |                                                                         |                                                                         |                                                                         |                                                                         |  |  |  |  |  |  |  |  |  |  |  |  |  |  |
|                                  |                                  |                                  |                                  | エリザベス・パターソン           | エリザベス・パターソン           | エリザベス・パターソン | エリザベス・パターソン | エリザベス・パターソン    | エリザベス・パターソン    |                           |                           | ジェローム ヴェストファーレン王 初代モンフォール公 | ジェローム ヴェストファーレン王 初代モンフォール公 | ジェローム ヴェストファーレン王 初代モンフォール公 | ジェローム ヴェストファーレン王 初代モンフォール公 | ジェローム ヴェストファーレン王 初代モンフォール公 | ジェローム ヴェストファーレン王 初代モンフォール公 |                                                   |                                                   | ヴュルテンベルク王女カタリーナ ヴェストファーレン王妃 モンフォール公妃 | ヴュルテンベルク王女カタリーナ ヴェストファーレン王妃 モンフォール公妃 | ヴュルテンベルク王女カタリーナ ヴェストファーレン王妃 モンフォール公妃 | ヴュルテンベルク王女カタリーナ ヴェストファーレン王妃 モンフォール公妃 | ヴュルテンベルク王女カタリーナ ヴェストファーレン王妃 モンフォール公妃  | ヴュルテンベルク王女カタリーナ ヴェストファーレン王妃 モンフォール公妃  |                                                                         |                                                                         |                                                                         |                                                                         |  |  |  |  |  |  |  |  |  |  |  |  |  |  |
|                                  |                                  |                                  |                                  | エリザベス・パターソン           | エリザベス・パターソン           | エリザベス・パターソン | エリザベス・パターソン | エリザベス・パターソン    | エリザベス・パターソン    |                           |                           | ジェローム ヴェストファーレン王 初代モンフォール公 | ジェローム ヴェストファーレン王 初代モンフォール公 | ジェローム ヴェストファーレン王 初代モンフォール公 | ジェローム ヴェストファーレン王 初代モンフォール公 | ジェローム ヴェストファーレン王 初代モンフォール公 | ジェローム ヴェストファーレン王 初代モンフォール公 |                                                   |                                                   | ヴュルテンベルク王女カタリーナ ヴェストファーレン王妃 モンフォール公妃 | ヴュルテンベルク王女カタリーナ ヴェストファーレン王妃 モンフォール公妃 | ヴュルテンベルク王女カタリーナ ヴェストファーレン王妃 モンフォール公妃 | ヴュルテンベルク王女カタリーナ ヴェストファーレン王妃 モンフォール公妃 | ヴュルテンベルク王女カタリーナ ヴェストファーレン王妃 モンフォール公妃  | ヴュルテンベルク王女カタリーナ ヴェストファーレン王妃 モンフォール公妃  |                                                                         |                                                                         |                                                                         |                                                                         |  |  |  |  |  |  |  |  |  |  |  |  |  |  |
|                                  |                                  |                                  |                                  |                                  |                                  |                        |                        |                           |                           |                           |                           |                                                    |                                                    |                                                    |                                                    |                                                    |                                                    |                                                   |                                                   |                                                                        |                                                                        |                                                                        |                                                                        |                                                                         |                                                                         |                                                                         |                                                                         |                                                                         |                                                                         |  |  |  |  |  |  |  |  |  |  |  |  |  |  |
|                                  |                                  |                                  |                                  |                                  |                                  |                        |                        |                           |                           |                           |                           |                                                    |                                                    |                                                    |                                                    |                                                    |                                                    |                                                   |                                                   |                                                                        |                                                                        |                                                                        |                                                                        |                                                                         |                                                                         |                                                                         |                                                                         |                                                                         |                                                                         |  |  |  |  |  |  |  |  |  |  |  |  |  |  |
| スーザン・メイ・ウィリアムズ     | スーザン・メイ・ウィリアムズ     | スーザン・メイ・ウィリアムズ     | スーザン・メイ・ウィリアムズ     | スーザン・メイ・ウィリアムズ     | スーザン・メイ・ウィリアムズ     |                        |                        | ジェローム・ナポレオン1世 | ジェローム・ナポレオン1世 | ジェローム・ナポレオン1世 | ジェローム・ナポレオン1世 | ジェローム・ナポレオン1世                          | ジェローム・ナポレオン1世                          |                                                    |                                                    | ジェローム・ナポレオン・シャルル モンフォール公子  | ジェローム・ナポレオン・シャルル モンフォール公子  | ジェローム・ナポレオン・シャルル モンフォール公子 | ジェローム・ナポレオン・シャルル モンフォール公子 | ジェローム・ナポレオン・シャルル モンフォール公子                      | ジェローム・ナポレオン・シャルル モンフォール公子                      |                                                                        |                                                                        | ナポレオン・ジョゼフ・シャルル・ポール 第2代モンフォール公              | ナポレオン・ジョゼフ・シャルル・ポール 第2代モンフォール公              | ナポレオン・ジョゼフ・シャルル・ポール 第2代モンフォール公              | ナポレオン・ジョゼフ・シャルル・ポール 第2代モンフォール公              | ナポレオン・ジョゼフ・シャルル・ポール 第2代モンフォール公              | ナポレオン・ジョゼフ・シャルル・ポール 第2代モンフォール公              |  |  |  |  |  |  |  |  |  |  |  |  |  |  |
| スーザン・メイ・ウィリアムズ     | スーザン・メイ・ウィリアムズ     | スーザン・メイ・ウィリアムズ     | スーザン・メイ・ウィリアムズ     | スーザン・メイ・ウィリアムズ     | スーザン・メイ・ウィリアムズ     |                        |                        | ジェローム・ナポレオン1世 | ジェローム・ナポレオン1世 | ジェローム・ナポレオン1世 | ジェローム・ナポレオン1世 | ジェローム・ナポレオン1世                          | ジェローム・ナポレオン1世                          |                                                    |                                                    | ジェローム・ナポレオン・シャルル モンフォール公子  | ジェローム・ナポレオン・シャルル モンフォール公子  | ジェローム・ナポレオン・シャルル モンフォール公子 | ジェローム・ナポレオン・シャルル モンフォール公子 | ジェローム・ナポレオン・シャルル モンフォール公子                      | ジェローム・ナポレオン・シャルル モンフォール公子                      |                                                                        |                                                                        | ナポレオン・ジョゼフ・シャルル・ポール 第2代モンフォール公              | ナポレオン・ジョゼフ・シャルル・ポール 第2代モンフォール公              | ナポレオン・ジョゼフ・シャルル・ポール 第2代モンフォール公              | ナポレオン・ジョゼフ・シャルル・ポール 第2代モンフォール公              | ナポレオン・ジョゼフ・シャルル・ポール 第2代モンフォール公              | ナポレオン・ジョゼフ・シャルル・ポール 第2代モンフォール公              |  |  |  |  |  |  |  |  |  |  |  |  |  |  |
|                                  |                                  |                                  |                                  |                                  |                                  |                        |                        |                           |                           |                           |                           |                                                    |                                                    |                                                    |                                                    |                                                    |                                                    |                                                   |                                                   |                                                                        |                                                                        |                                                                        |                                                                        |                                                                         |                                                                         |                                                                         |                                                                         |                                                                         |                                                                         |  |  |  |  |  |  |  |  |  |  |  |  |  |  |
|                                  |                                  |                                  |                                  |                                  |                                  |                        |                        |                           |                           |                           |                           |                                                    |                                                    |                                                    |                                                    |                                                    |                                                    |                                                   |                                                   |                                                                        |                                                                        |                                                                        |                                                                        |                                                                         |                                                                         |                                                                         |                                                                         |                                                                         |                                                                         |  |  |  |  |  |  |  |  |  |  |  |  |  |  |
| ジェローム・ナポレオン2世        | ジェローム・ナポレオン2世        | ジェローム・ナポレオン2世        | ジェローム・ナポレオン2世        | ジェローム・ナポレオン2世        | ジェローム・ナポレオン2世        |                        |                        | チャールズ・ジョゼフ      | チャールズ・ジョゼフ      | チャールズ・ジョゼフ      | チャールズ・ジョゼフ      | チャールズ・ジョゼフ                               | チャールズ・ジョゼフ                               |                                                    |                                                    |                                                    |                                                    |                                                   |                                                   |                                                                        |                                                                        |                                                                        |                                                                        | ナポレオン・ヴィクトル （⇒帝位請求者ナポレオン5世） 第3代モンフォール公 | ナポレオン・ヴィクトル （⇒帝位請求者ナポレオン5世） 第3代モンフォール公 | ナポレオン・ヴィクトル （⇒帝位請求者ナポレオン5世） 第3代モンフォール公 | ナポレオン・ヴィクトル （⇒帝位請求者ナポレオン5世） 第3代モンフォール公 | ナポレオン・ヴィクトル （⇒帝位請求者ナポレオン5世） 第3代モンフォール公 | ナポレオン・ヴィクトル （⇒帝位請求者ナポレオン5世） 第3代モンフォール公 |  |  |  |  |  |  |  |  |  |  |  |  |  |  |
| ジェローム・ナポレオン2世        | ジェローム・ナポレオン2世        | ジェローム・ナポレオン2世        | ジェローム・ナポレオン2世        | ジェローム・ナポレオン2世        | ジェローム・ナポレオン2世        |                        |                        | チャールズ・ジョゼフ      | チャールズ・ジョゼフ      | チャールズ・ジョゼフ      | チャールズ・ジョゼフ      | チャールズ・ジョゼフ                               | チャールズ・ジョゼフ                               |                                                    |                                                    |                                                    |                                                    |                                                   |                                                   |                                                                        |                                                                        |                                                                        |                                                                        | ナポレオン・ヴィクトル （⇒帝位請求者ナポレオン5世） 第3代モンフォール公 | ナポレオン・ヴィクトル （⇒帝位請求者ナポレオン5世） 第3代モンフォール公 | ナポレオン・ヴィクトル （⇒帝位請求者ナポレオン5世） 第3代モンフォール公 | ナポレオン・ヴィクトル （⇒帝位請求者ナポレオン5世） 第3代モンフォール公 | ナポレオン・ヴィクトル （⇒帝位請求者ナポレオン5世） 第3代モンフォール公 | ナポレオン・ヴィクトル （⇒帝位請求者ナポレオン5世） 第3代モンフォール公 |  |  |  |  |  |  |  |  |  |  |  |  |  |  |
| ジェローム・ナポレオン・シャルル | ジェローム・ナポレオン・シャルル | ジェローム・ナポレオン・シャルル | ジェローム・ナポレオン・シャルル | ジェローム・ナポレオン・シャルル | ジェローム・ナポレオン・シャルル |                        |                        |                           |                           |                           |                           |                                                    |                                                    |                                                    |                                                    |                                                    |                                                    |                                                   |                                                   |                                                                        |                                                                        |                                                                        |                                                                        | ルイ・ナポレオン （⇒帝位請求者ナポレオン6世） 第4代モンフォール公       | ルイ・ナポレオン （⇒帝位請求者ナポレオン6世） 第4代モンフォール公       | ルイ・ナポレオン （⇒帝位請求者ナポレオン6世） 第4代モンフォール公       | ルイ・ナポレオン （⇒帝位請求者ナポレオン6世） 第4代モンフォール公       | ルイ・ナポレオン （⇒帝位請求者ナポレオン6世） 第4代モンフォール公       | ルイ・ナポレオン （⇒帝位請求者ナポレオン6世） 第4代モンフォール公       |  |  |  |  |  |  |  |  |  |  |  |  |  |  |
| ジェローム・ナポレオン・シャルル | ジェローム・ナポレオン・シャルル | ジェローム・ナポレオン・シャルル | ジェローム・ナポレオン・シャルル | ジェローム・ナポレオン・シャルル | ジェローム・ナポレオン・シャルル |                        |                        |                           |                           |                           |                           |                                                    |                                                    |                                                    |                                                    |                                                    |                                                    |                                                   |                                                   |                                                                        |                                                                        |                                                                        |                                                                        | ルイ・ナポレオン （⇒帝位請求者ナポレオン6世） 第4代モンフォール公       | ルイ・ナポレオン （⇒帝位請求者ナポレオン6世） 第4代モンフォール公       | ルイ・ナポレオン （⇒帝位請求者ナポレオン6世） 第4代モンフォール公       | ルイ・ナポレオン （⇒帝位請求者ナポレオン6世） 第4代モンフォール公       | ルイ・ナポレオン （⇒帝位請求者ナポレオン6世） 第4代モンフォール公       | ルイ・ナポレオン （⇒帝位請求者ナポレオン6世） 第4代モンフォール公       |  |  |  |  |  |  |  |  |  |  |  |  |  |  |

ボナパルトは地元ボルチモアのフランス人学校と家庭教師の下で学び、1872年にハーバード大学を卒業した。ボナパルトは1874年にハーバード大学法学大学院を修了し、法律の学位を取得した。
1875年9月1日、ボナパルトはロードアイランド州ニューポートにて、弁護士トマス・ミル・デイの娘エレン・チャニング・デイと結婚した。2人はボナパルトが死去するまで共に暮らした。2人の間に子供は生まれなかった。

### 初期の政治活動
大学院を卒業後、ボナパルトはボルチモアで弁護士業を開業した。ボナパルトは地方の革新運動や全国的な革新運動に参加し、著名な存在となった。1891年、ボナパルトはハーバード大学の監督職員として採用され、1901年まで10年間その職に就いた。ボナパルトは1894年にボルチモア改革連盟および全国自治体連盟の創設に関与した。ボナパルトはそれらの連盟の創設に際して、後の大統領セオドア・ルーズベルトと知り合った。ボナパルトとルーズベルトは間もなく親密な関係を築いた。
ボナパルトは1902年から1904年までインディアン委員会の委員を務めた。ボナパルトは1904年に全国公務員制度改革連盟の会長を務め、またアメリカ・カトリック大学の理事に任命された。ボナパルトは全国自治体連盟の創設者の1人として、1905年に同連盟の会長を務めた。

### ルーズベルト政権

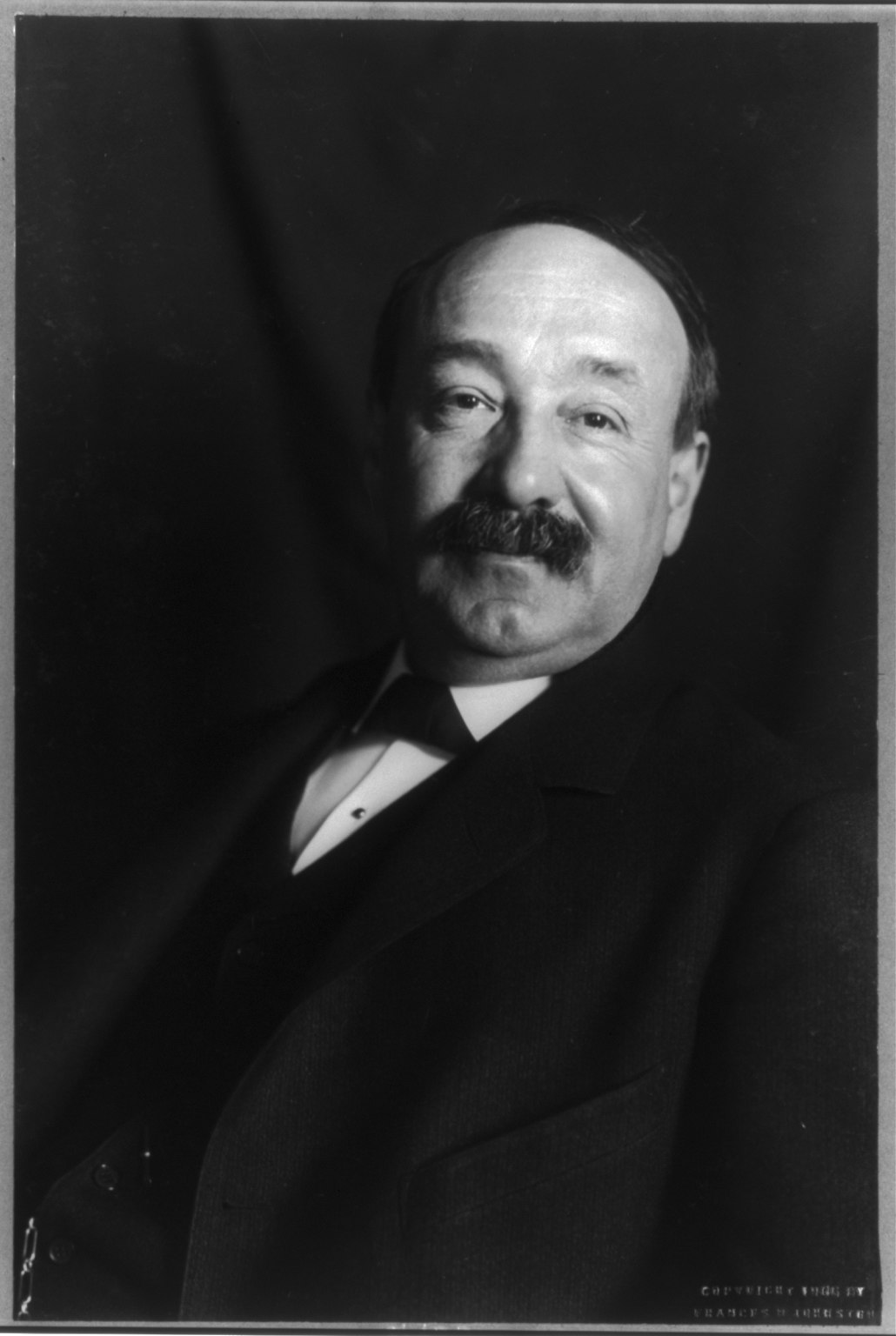
チャールズ・ジョゼフ・ボナパルト（1906年撮影）

チャールズ・ジョゼフ・ボナパルトの紋章

1905年7月、ボナパルトは時の大統領セオドア・ルーズベルトから海軍長官として任命を受けた。これは、前任の海軍長官ポール・モートンの辞任に伴う措置であった。ボナパルトは1906年12月まで海軍長官を務めた。海軍長官としてボナパルトは「より大きな海軍」を主張し、大統領の「巨大艦船の海軍」論を支持した。
1906年12月からは司法長官を任された。これは、前任の司法長官ウィリアム・ヘンリー・ムーディの辞任に伴う措置であった。ボナパルトはルーズベルト大統領の任期満了となる1909年3月まで司法長官を務めた。司法長官となったボナパルトは、ルーズベルト大統領の「反トラスト運動」の一員に加わった。ボナパルトはトラストに関する訴訟について積極的に対応し、タバコ市場の独占解体を主導した。
またボナパルトは司法省の調査能力向上のため、特別捜査官の採用を決定した。1908年、ボナパルトは司法省内に数人規模の捜査局（現在の連邦捜査局）を設置した。この捜査局の設置は、ボナパルトの最も重要な業績として挙げられる。

### 晩年

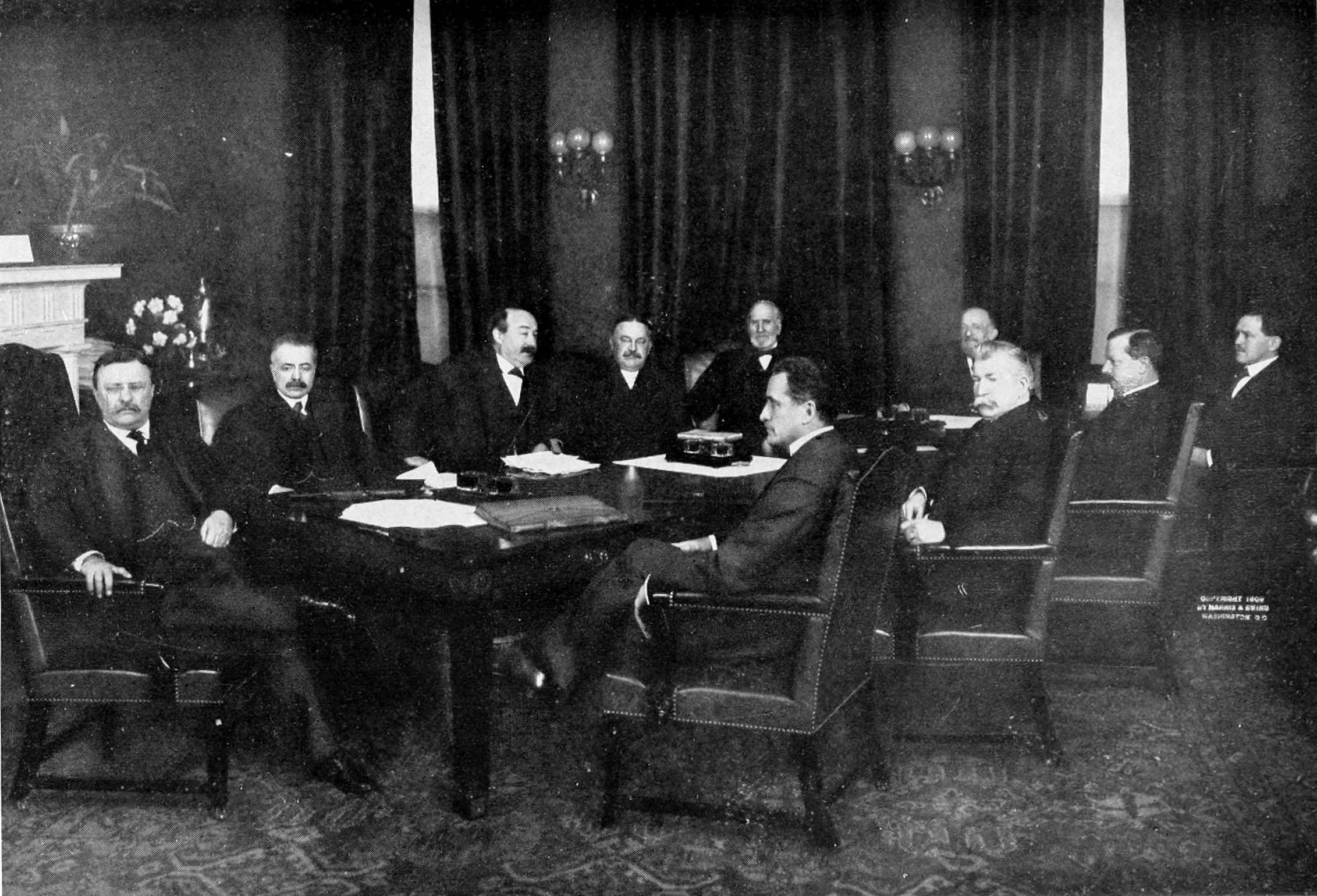
Ｔ．ルーズベルト政権の任期満了日、1909年3月4日に記念撮影された閣僚集合写真。左から3番目の人物が、司法長官だったチャールズ・ボナパルト

ルーズベルト政権終了後、ボナパルトはボルチモアに戻り、弁護士業を再開した。1921年6月28日、ボナパルトはメリーランド郡ベラ・ヴィスタで死去した。ボナパルトの遺体はボルチモア市内のラウドンパーク墓地に埋葬された。死因はコレラであった。